# 惡魔城 無罪的嘆息
《惡魔城 無罪的嘆息》是日本科樂美集團旗下遊戲部門KCET所開發的惡魔城系列動作遊戲，2003年10月21日發售，這是在PlayStation 2上的第一作。

## 玩法

### 遊戲特色
取消等級系統，帶入了攻擊連段以及防禦的概念。
開啟選單時，進行中的遊戲並不會中止。

### 挑戰模式
成功挑戰隱藏關主後（永久拷問牢獄），在傳送點處會多出一個特別傳送點，稱 BOSS RUSH MODE。在無法使用任何回復道具的狀況下，擊破遊戲中的所有關主（包含特殊關主以及隱藏關主）

### 裏模式
在達成某種條件後，將可以開啟由尤亞希姆・艾姆斯特做為操控角色進行遊戲的模式。
輸入某種名字，將可以開啟由南瓜做為操控角色進行遊戲的模式。
輸入特定名，成可以轉為瘋狂模式。

## 背景
貝爾蒙特家族第一次出現在歷史之中是在1094年，《惡魔城·無罪的嘆息》之中。先祖里昂·貝爾蒙特（Leon Belmont）本是男爵，教會騎士團中的精英戰士。他為了救下被吸血鬼綁架的未婚妻莎拉，違背教會的不允許出戰惡魔的規定，拋棄爵位去獨闖惡魔城。他得到了神秘的煉金術士老人里納德·甘道菲的幫助，老人送給他一根以煉金術製造的鞭子。里昂用它打倒了眾多的怪物，但是卻奈何不了綁架莎拉的城主沃爾特（Walter）。但是沃爾特不旦沒有殺他，反而在嘲笑他一通後，將莎拉還給了他，並且約他再來決戰。
回到里納德·甘道菲的小屋的時候，老人發現莎拉已經被吸血鬼感染，若不立即打倒沃爾特解除他的詛咒，那麼她很快就會變成吸血鬼。但是現在他們並沒有能夠對付沃爾特的武器。老人提出了唯一可行的方案：由里昂親手殺掉莎拉，將她受污染的靈魂融入手中的鞭子，這樣就能夠賦於鞭子完全克制吸血鬼的力量。里昂難以面對無論如何也救不了未婚妻的殘酷現實。但是莎拉偷聽了他和老人的談話之後，知道事情已經無法挽回，她要求里昂按照老人的方案做下去，以保護世人不再遭受這種受詛咒的命運。在里納德的咒語中，里昂和莎拉完成了最後的儀式。從此，傳奇武器吸血鬼殺手聖鞭誕生了。里昂用它完成了討伐吸血鬼的使命。但是在沃爾特倒下之後，他意外地發現了，這一切都是他最好的戰友，騎士團的軍師馬蒂亞斯·科隆奎斯特的陰謀。
馬蒂亞斯本是虔誠的教徒和充滿智慧的天才軍師，以及博學多才的智者。但是一年前他的妻子病故後，他無法接受這一現實。他認為自己為了上帝的名譽浴血奮戰，所求的無非妻子的平安。而妻子的病逝是上帝對自己的背叛。於是他著手獲取永生的力量來永遠與上帝為敵。他便策劃了沃爾特綁架莎拉的事件，並且在沃爾特被打倒之後，使用深紅之石將他的靈魂收為己有，成為新的吸血鬼魔王。馬蒂亞斯向里昂解釋他這樣做的理由，並且希望里昂能夠一起和他獲得永生。里昂斷然拒絕，他要永遠守護愛人的遺願。失望的馬蒂亞斯化作蝙蝠飛走了，將里昂留給了他的部下死神。而死神也倒在了里昂的聖鞭之下。在死神將要崩潰的時候，里昂得知他的靈魂將會回到馬蒂亞斯那裡，於是他借死神之口向馬蒂亞斯宣佈：「你已經成為一個受詛咒的東西，我永遠也不會原諒你。這根鞭子和我的後代，總有一天會將你徹底消滅。從今天起，貝爾蒙特一族開始獵殺夜之一族！」從此之後，擁有聖鞭的貝爾蒙特家族開始成為歐洲大陸上聞名遐邇的吸血鬼獵人。

### 角色
- 里昂‧貝爾蒙多

16歲就進入騎士團的男爵，為了救回未婚妻而捨棄爵位，並自里納爾多・甘道菲那裡得到了鍊金術之鞭。
- 莎拉‧特蘭托爾

里昂‧貝爾蒙多的未婚妻，雖然生長於富裕的家庭，卻沒有絲毫驕縱。
- 里納爾多・甘道菲

鍊金術師，5年前向瓦爾特挑戰卻失敗；與里昂認識前便與馬提亞斯認識，將鍊金術之鞭託付與里昂。
- 馬提亞斯・克洛克維斯特

騎士團的天才軍師，於妻子死亡後臥病在床，令里昂得知了異變的來龍去脈。
- 伊莉莎貝塔・克洛克維斯特

馬提亞斯之妻，1年前因病去世。
- 瓦爾特‧貝恩哈特

支配著永遠之夜，擁有漆黑之石與真紅之石的惡魔城城主。
- 尤亞希姆・艾姆斯特

被瓦爾特變成吸血鬼而成為其部下，因與其不合而被關在地下瀑布迷宮中；心中懷抱著取代瓦爾特的野心，能夠同時操縱5把劍。
- 梅杜莎

蛇髮魔女，眼睛會發出射線，所掃過的範圍內的生物將會變成石塊。曾與老人（里納爾多・甘道菲）交戰過，在此被里昂擊敗化成石頭
- 夢魔

在里昂面前化身莎拉，企圖偷襲的女惡魔，喜歡一步步的折磨對手。
- 死神

支配所有生者的死亡之邪神，瓦爾特的最強部下。